# Studio Pierrot
Pierrot Co., Ltd. (株式会社ぴえろ Kabushiki-gaisha Piero?), cunoscut anterior ca Studio Pierrot Co., Ltd. până în 2002, este un studio de animație japonez înființtat în mai 1979 de Yuji Nunokawa, anterior un animator și regizor pentru Tatsunoko Production. Sediul se află în Mitaka, Tokyo. Pierrot este recunoscut pentru mai multe seriale anime în toată lumea, precum Naruto, Bleach, Tokyo Ghoul, Tokyo Underground, Yu Yu Hakusho, Black Clover, Boruto: Naruto Next Generations, Ghost Stories, Great Teacher Onizuka și Gensomaden Saiyuki.
Logo-ul companiei este fața unui clown. "Piero" este un împrumut japonez pentru clown, adoptat de la personajul clasic Pierrot.
Yu Yu Hakusho și Saiyuki, două din serialele anime ale companiei, au câștugat Premiul Animage Anime Grand Prix în 1994 și 1995, și 2000, respectiv.